# Brachyglossina acidalaria
Brachyglossina acidalaria là một loài bướm đêm trong họ Geometridae.